# Jasiowe Turnie

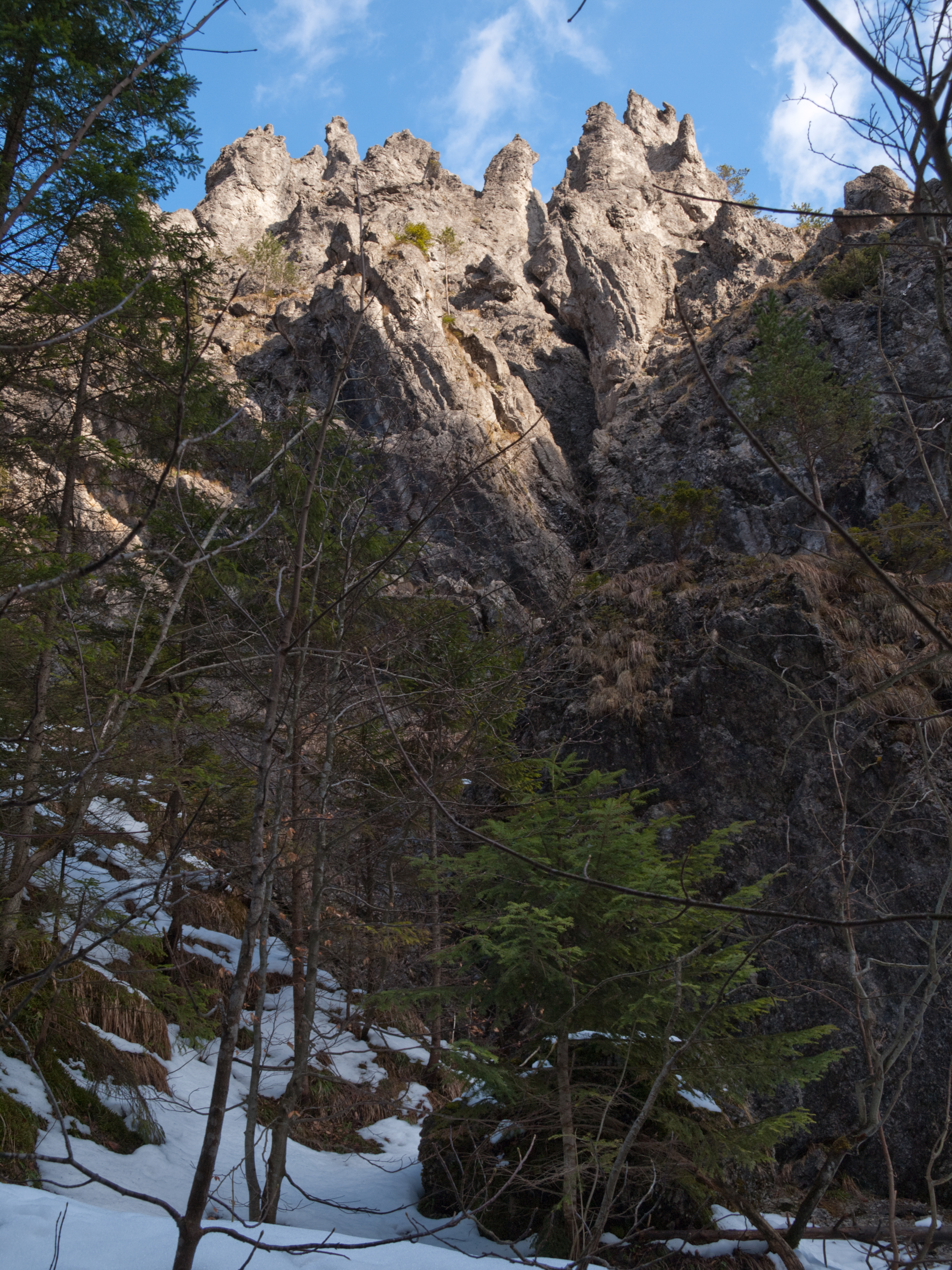
Niżnie Jasiowe Turnie – widok z Doliny za Bramką

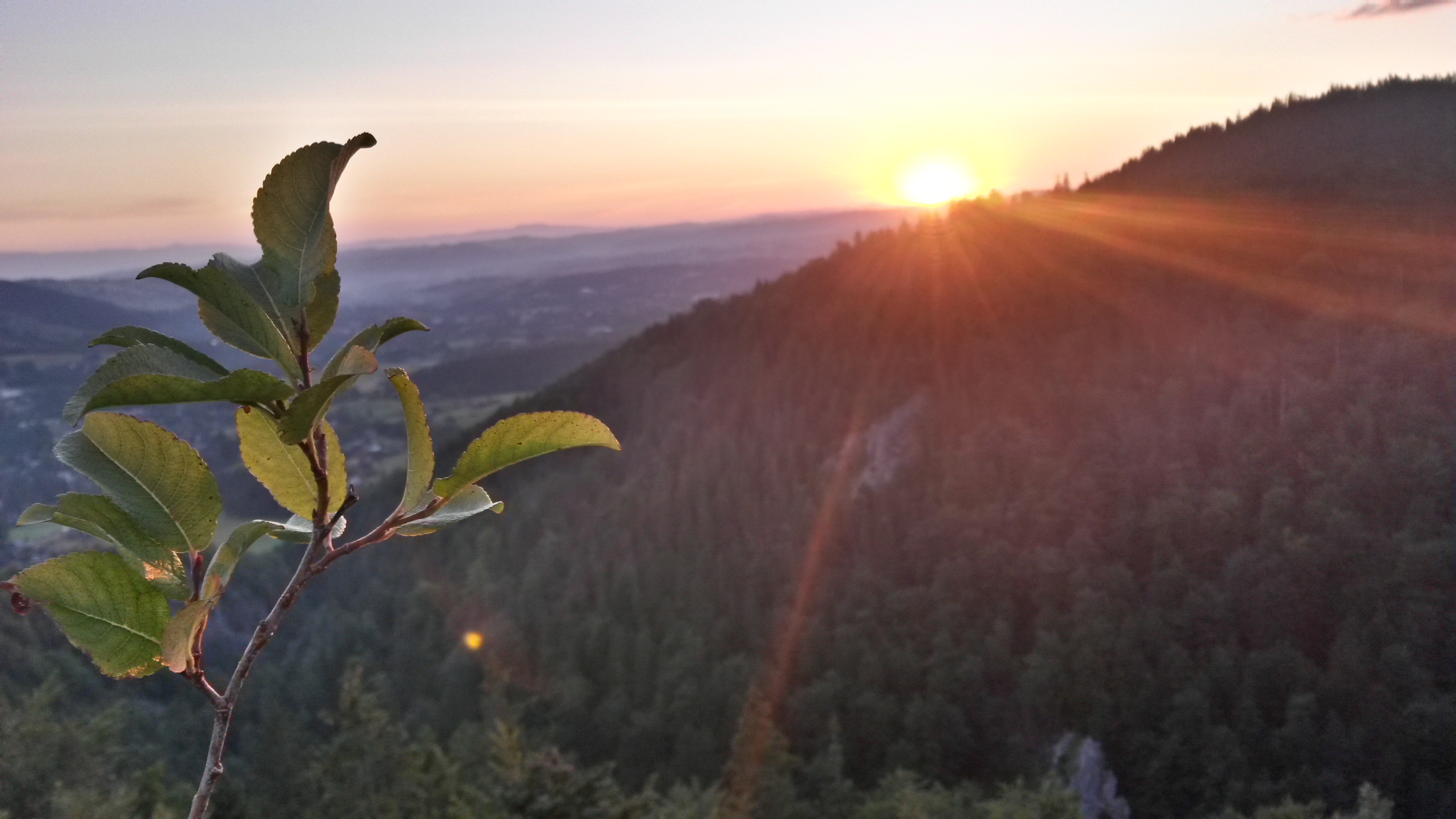
Wschód Słońca z Jasiowych Turni

Jasiowe Turnie – zbudowane z dolomitów liczne turniczki i skały na zachodnich zboczach Doliny za Bramką w polskich Tatrach Zachodnich. Znajdują się na różnych wysokościach grzbietu Pośredniego Wierszyka, również u jego podnóży. Dzielą się na dwie grupy:
- Niżnie Jasiowe Turnie – położone niedaleko wylotu Doliny za Bramką, tuż nad zielono znakowanym szlakiem turystycznym, o maksymalnej wysokości ścian 28 metrów; są na nich poprowadzone liczne (ponad 20 – stan na 1994), drogi wspinaczkowe (pomimo zakazu wspinaczki wynikającego z przepisów TPN). Zdecydowana większość tych dróg to drogi o dużym stopniu trudności, najtrudniejsze wiodą przez tzw. Okap za Bramką, znajdujący się u podstawy muru skalnego utworzonego przez turnie (-IX stopień w skali trudności UIAA (tatrzańskiej)),
- Wyżnie Jasiowe Turnie – znajdujące się wyżej (najwyżej położona wznosi się do 1139 m[3]), o maksymalnej wysokości ścian sięgającej 60 m; nie są tak popularne wśród wspinaczy. Są tutaj 3 drogi, najtrudniejsza ma VIII stopień trudności.

Jasiowe Turnie to skałki o różnych, fantazyjnych kształtach. Antoni Wrzosek w 1933 r. pisał o nich: „...gdzie indziej zaś zwięzłość skały nie zależy zupełnie od przebiegu warstw i tam tworzą się fantastyczne formy skalne w kształcie grzybów, kolumn, kogutków itp.” Góralscy przewodnicy nadali wybitniejszym z tych skałek różne nazwy, np. Dziadula, Kohutek, Matka Boska, Zakonnik.